# Камнишко-савињски партизански одред
Камнишко-савињски партизански одред је био партизанска јединица у саставу Народноослободилачке војске и партизанских одреда Југославије током Другог светског рата у Словенији.
Камничко-савињски одред основан је 14. јануара 1943. године на иницијативу штаба Четврте оперативне зоне у засеоку Лес код Сподње Добраве у општини Моравче. Штаб одреда, којег су чинили командант Алојз Колман и политички комесар Митја Рибичич, укључио је Моравски батаљон у састав одреда, који је добио нови назив Засавски батаљон, Камнишки батаљон и новоосновани или обновљени Савињски батаљон. Сваки батаљон бројао је око 100 бораца, који су били слабо наоружани, а њихову борбену способност ометао је велики број мобилисаних људи. Током  зиме њемачке јединице су покушале да разбију одред. Послије тешког ударца нањетог Камнишком батаљону у борби код Калише 19. јануара, Засавски батаљон се на кратко повукао у рејон Љубљане, док је Савињски батаљон имао привремену базу на Мениној планини. Камнишки и Засавски батаљон су засебно изводили борбена дејства, мобилисали нове борце и извели неколико већих заједничких операција: 16. јануара у Долу, 16. марта у Моравчу и 13. јуна у Згорњем Тухињу. Успјешно су избјегавали честе нападе њемачких јединица, али  је и поред тога током зиме Савињски батаљон три пута поражен. У мају 1943. године Камнишки батаљон је имао 219, Засавски 158, а Савињски 74 борца; раније су, међутим, послали неколико бораца у Долењску и у 2. групу јединица на Похорју и Корушку. Послије успјешне кампање, одред је такође био добро наоружан. Савињски батаљон је средином јуна напао Летуш, а заједничко дјеловање сва три батаљона у Савињској долини спречено је њемачким нападом на штаб 4. оперативне зоне 15. јуна у Добровљу. Недуго потом команду у одреду преузимају командант Франц Поглајен и политички комесар Јоже Беркопец. Све до средине 1943. године одред је био главна јединица Четврте оперативне зоне и припремао је услове за формирање прве партизанске бригаде у Штајерској. Приликом формирања Шесте словеначке бригаде "Славко Шландер" 6. августа 1943. Камнишко-савињски одред је чинио њено језгро. 